# Puntukdoro
Puntukdoro is een bestuurslaag in het regentschap Magetan van de provincie Oost-Java, Indonesië. Puntukdoro telt 4001 inwoners (volkstelling 2010).